# JR西日本285系電力動車組
285系電聯車（日语：285系電車）是由西日本旅客鐵道（JR西日本）與東海旅客鐵道（JR東海）所共同開發出之新世代動力分散式直流特急型臥鋪電聯車。也成為日本自國鐵時代即開始運行的581、583系之後，時隔31年再次開發的新型臥鋪（日文：寢台）電聯車。因其臥舖列車的特殊用途，這款列車被暱稱為日出特快（サンライズエクスプレス、SUNRISE EXPRESS），配合此命名，所有使用該型車輛運行的列車，名稱都會冠上（SUNRISE）的前綴，例如行駛在東京與出雲市之間的「SUNRISE出雲」，與行駛在東京與高松之間的「SUNRISE瀨戶」。
目前JR西日本所擁有的車輛型式為0番台，而JR東海所擁有的車輛型式為3000番台，兩者差異只在於部分機器的構造不同。本條目除JR西日本所擁有之0番台外，對於JR東海所擁有的3000番台也一併介紹。

## 概要
自1998年（平成10年）起，由川崎重工業、近畿車輛、日本車輛製造等3間公司所負責製造，共生產了5組7輛編組（35輛）的285系電車。其主要基本設計是由「劍持勇設計研究所」完成，而車室內裝則是委由大型的住宅建商「MISAWA HOMES」來負責。該列車的優良設計不但於1998年獲得日本優良產品設計大獎（グッドデザイン賞，Good Design Award）的金牌獎，後來在國際上也獲得布魯內爾獎（Brunel Award）的獎勵肯定。當然它也在1999年榮獲鐵道友之會所頒發的第42回藍絲帶獎，為JR東海與JR西日本自1987年成立以來，第一款獲得此獎項的在來線鐵路車輛。
為了提升列車的運行速度，該臥鋪車採用與583系相同的電力動車組設計。動力拖車比（MT比）為2M5T的7輛編組，除帶有電動機（Ｍ）的3號車與5號車以外，其餘均為雙層的無動力客車（Ｔ）。以1M2T為基本單位運轉的系統化編組方式，是JR西日本自681系開始沿襲而來。在不需考慮旅客體重、尚能多增加一節拖車、並維持整體的行車性能之條件下，該車限制單一編組的定員乘客數不超過158人。再者，該車「速度種別」為A5，代表其在爬坡率千分之10的狀況下，仍能維持平均時速達105km/h。
客房設備主要是以1~2人使用的臥鋪包廂為中心，所構成的全臥鋪電車。另外也備有持指定席票價即可搭乘的半開放式簡易寢台：。這與強調日夜間皆能充分載客運行，採用坐臥兩用座椅的581、583系電車有所不同；本系列電車可說是專門為了夜行的臥鋪列車所設計。營運最高速度可達到130km/h，也是目前日本營運中最快的臥鋪列車。
動力驅動部分是採用絕緣柵雙極晶體管（IGBT）所構成的變頻控制（VVVF）系統（三菱電機、東芝、日立製作所製），並以JR西日本的傳統配置模式為基礎，將所有電力與馬達相關設備都集中安裝在同一輛電動車上。該車的集電裝置原本只在車頂上配置一組單臂型集電弓，2014年翻新後再加裝一組。全車轉向架均採用可抑制高速蛇行運動的轉向架。而電動空氣壓縮機（CP）則是採用渦卷式壓縮機，這也是JR西日本第一次採用該型壓縮機的列車。
外裝部份有別於傳統以「夜晚」形象為主的藍色臥鋪列車，該車改採以「拂曉」為意象主題的淺駝色與紅色來搭配塗裝，並在兩種顏色相鄰之處配上金色的線條來區隔。
同時，在車頭正面與車身側面的某些地方，也繪上以紅色「太陽」緩緩升起為意象的「SUNRISE EXPRESS」列車標誌。
警笛的部份，除安裝與JR西日本681系電車相同旋律的音樂警笛（Musical Horn）之外，又另外裝設有AW-5型的空氣警笛；其主要原因在於JR東海並不認可音樂警笛在緊急狀態下的使用。
客房的固定式車窗採用有色玻璃，而不是很暗的深色玻璃。與舊型的臥鋪車一樣，旅客只能拉下窗簾來確保隱私。
車輛編號所採用的字體也有所不同：JR西日本所擁有的車輛是以新黑體（Gothic）的字體為主，而JR東海所擁有的車輛則是採用自國鐵時代以來的標準書體。
2014年起，陸續進行車廂翻新，2016年8月完成。翻新項目如下：
- 車輛外部：

- 電動車加裝集電弓
- 加大上下車門的門階
- 改善LED顯示車廂號碼的辨識性

- 車內：

- 更新車內地毯、臥床與木材裝璜
- 更新包廂內的音樂播放面板
- 更新Single Deluxe包廂內的椅子
- 所有的和式蹲式馬桶改為西式坐式馬桶
- 加裝自動播音設備，提供英語播音

## 車內
本系列最著名的特徵便是：編組中佔大多數的雙層車廂，為了確保充分的頭部空間與以臥鋪包廂為中心的設計。活用這個特徵的結果，便是造成B寝台的單人房佔了絕大多數。
內裝的部份，或許是委由住宅建商所設計，故採用了大量木紋風格的飾板與建材；在微黃的燈泡色照明之下，與以往＂無機性＂的國鐵型臥鋪車比起來、更充滿著一種溫馨而祥和的氣氛。

### 客房樣式
豪華單人房　（シングルデラックス、Single Deluxe）
第4（11）號車的2樓部分有6間（其中含禁煙房3間）的A寝台單人包廂。
室內為雙層打造的，除了通路以外的全部車體寬度都使用到，令空間也變得更寬敞。在日本的臥鋪包廂中具有很少見的大型桌子，沿著鐵軌方向配置的床鋪其寬度更是最大級的，在枕頭旁邊也橫置了可以收看衛星電視的液晶電視。
旅客可在同一節車廂所設置的A寢台專用淋浴室來洗澡，而所需的淋浴卡，車掌會在車內查票時給旅客一張。且旅客也可持淋浴卡到第3（10）號車的一般淋浴室使用。
該包廂內設有洗手台，為了向商務旅館看齊，不管是設備或是房內的空間都比以前來得寬敞，「寢台料金」跟以往的「豪華單人房」一樣都是13,350日圓。在同樣的臥鋪費用中，該型「豪華單人房」因為各種設備之齊全，而榮登最豪華的房間。且室内空間的寬敞可與「北斗星」的「皇家單人房(ロイヤル)」匹敵，尤其桌子與地板的寬度更是遠超過對手。
日出雙人房　（サンライズツイン、sunrise Twin）
第4（11）號車的1樓部分有4間（其中含禁煙房2間）的B寢台雙人包廂。
與日出特快同時登場而誕生的雙人用B寢台包廂。利用前述「豪華單人房」的下層空間，以大體上同樣的寬度備置兩張單人床。設備本身與「北斗星」的「雙人房」(Duet, )的下層房間類似，床鋪依著軌道方向而獨特地設置。為此，對於相當於靠通道的臥舖下方並沒有窗戶，從雙層車輛構造到臥舖部頂棚的高度並無改變，因此較為寬廣而沒有壓迫感。當二人使用時，「寢台料金」為每人7,350日圓。

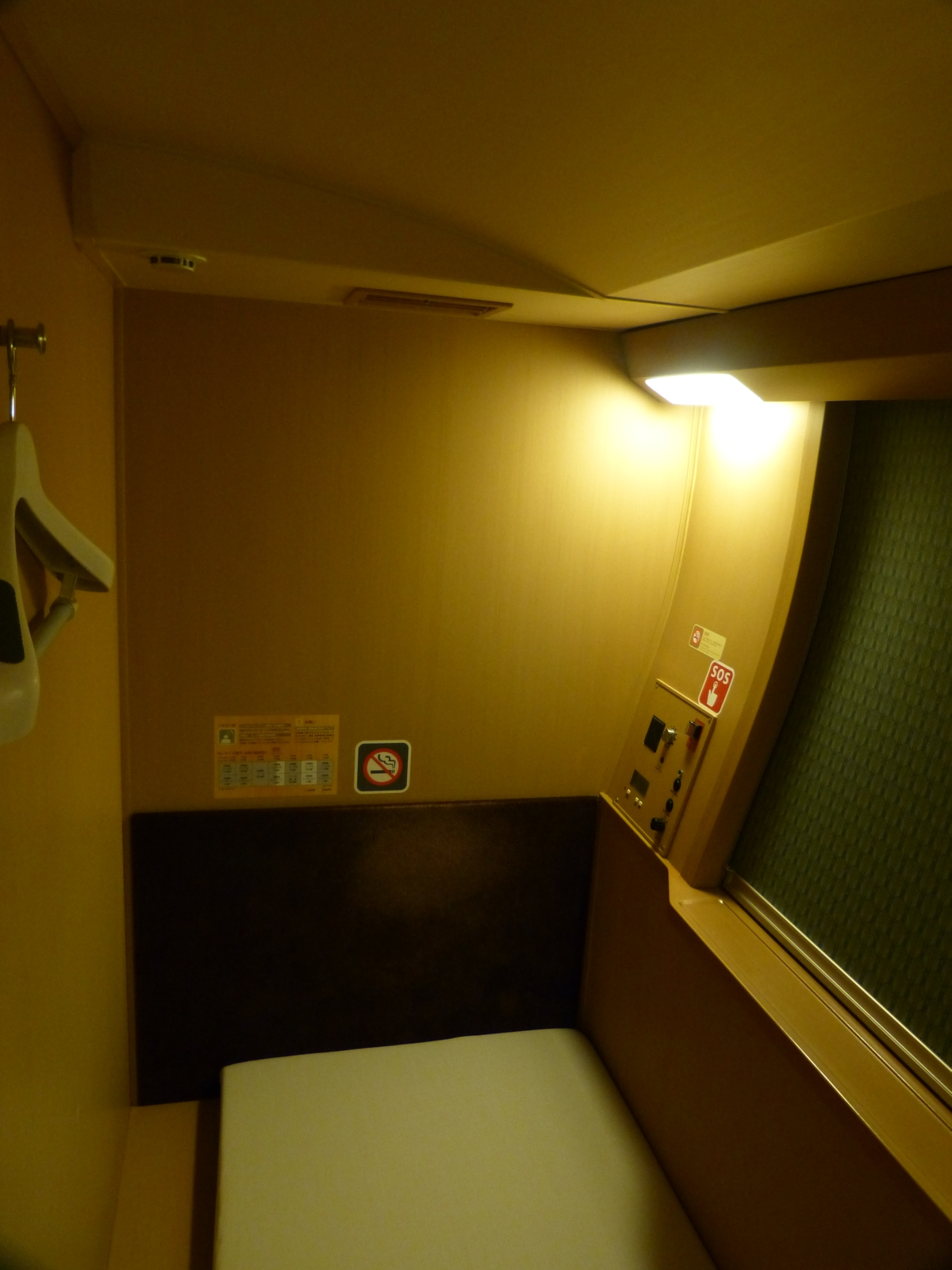
單人房（下層）

單人房　（シングル、Single）
第1、2、5～7（8、9、12～14）號車共計有60間的B寢台單人用包廂。
擁有與以前的開放式A寢台大體上同樣寬廣的佔有面積和頭上空間的單人用包廂，寢台料金為7,350日圓。與通常的開放式B寢台包廂「個人房」相比，多了1,050日圓；與開放式A寝台相比的話，則便宜了2,190到3,150日圓。雖然地板面積與開放式A寢台相同大小，卻也因為多了在房門內側脫鞋的空間，臥舖寬度維持與以往的B寢台同樣為70cm。
臥舖與窗戶被平行設置，包廂的入口就在臥舖腳下方面。房間入口附近的牆設有一細長的桌子，除了有「刮鬍刀專用」的100V插座以外，靠通道的牆有設置衣架，並設置有縱長的鏡子，能被用來作為穿衣鏡。
由於雙層的車廂構造，在單人房間內有儘可能完全直立的高度。桌子的寬度雖然很小，推測大約只有10cm左右。另外臥舖橫側10cm左右的寬度並不夠設置類似行李架一類的置物空間，只有為了有脫鞋的空間而露出的地板，因此當以旅行為目的而攜帶較大一點的行李時，需要特別注意。再者，客房分有上層、下層、單層平屋，尺寸多少都有不一樣的地方。
乘車時放置在車內的觀光導覽中，在各種的房型裡面，這種「單人房」成為最被「推薦」的一款。

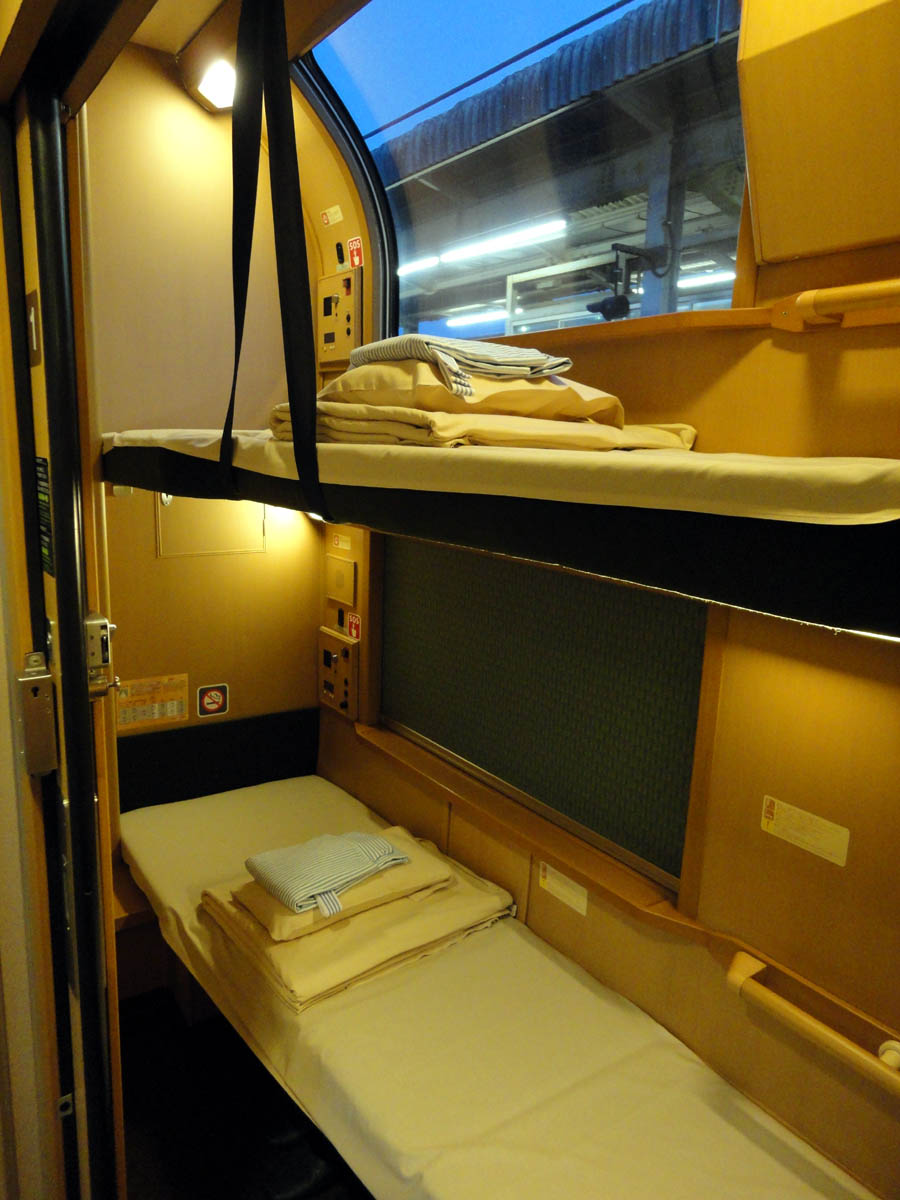
雙床單人房

雙床單人房　（シングルツイン、Single Twin）
第1、2、6、7（8、9、13、14）號車的頭尾兩端部分設有7間的B寢台單人用包廂。
與通常的兩層式B寢台一樣，以上下臥鋪合在一起成為單一包廂。通常單人使用該包廂時（9,170日圓）, 只能睡在下層的臥鋪；預約時如果多付了使用輔助床的費用（5,250日圓）, 則可使用上層類似行軍床的輔助床多睡一人，使得原本單人使用的房間兩人也可使用。因此在剛看見時會覺得很矛盾的房間便被冠上了「雙床單人房」的稱呼。同時，如果把上層輔助床往上彈跳收起後，再把下層床的中央部取下，便能變為兩人座位與可使用的桌子。同樣的房型在「黃昏特快」（トワイライトエクスプレス）臥鋪列車中也有設置，已經停止運行的「曉」（あかつき）號藍色臥鋪車也曾存在此種房型。
第2號車廂的車端部設有一間與雙床單人房相似構造的殘障人士輪椅專用房間。
個人房　（ソロ、Solo）
第3（10）號車共計有20間的B寢台單人用包廂。與其它臥鋪列車的「個人房」相同的B寢台料金（6,300日圓）可使用。
第3（10）號車因身為電動車的關係，車下安裝了許多相關的電機設備，也因此並未採用雙層車廂的結構，而採用一般的單層構造，設置了與以往的B寢台包廂相同空間的「個人房」。因為比「單人房」較低的價格且設定上的房間數量也較少，此房型通常都會比「單人房」還要提前客滿。
構造為使用該房型的車輛中央有通路往上層房間的樓梯，先前已經廢止的「曉」號列車也有相類似的設定，與「曉」號列車不同的是，臥舖的腳下方面因為有層板的關係而變窄。
上層的房間也許是因為入口附近設計為樓梯(台階)，故包廂內有行李放置處，但因為高度不高，大一點的行李仍有可能無法收納。另一方面，下層的房間則完全沒有行李架，只有為了有脫鞋的空間而露出的地板，當以旅行為目的而攜帶較大一點的行李時，需要特別注意。再者，不論哪邊的窗下都有小型桌台可用。
因為上述房間的結構並非標準雙層車輛的結構，故在包廂內能直立站著的地方，上層房只有在入口的樓梯處(台階)，而下層房則同樣也只有在入口處可以。
寬敞座席（ノビノビ座席、NobiNobi座席）
第5（12）號車設有28席的開放性臥鋪，以類似普通車的指定席方式供旅客搭乘。
一般旅客以普通車指定席的票價即可搭乘，為雙層臥鋪的結構。床面鋪有地毯，在躺臥時的頭部兩側設有牆壁與鄰位隔開，一人擁有一個榻榻米大小的空間。只需指定席特急券的費用可說是十分合理(平時601公里以上3,660日圓，而根據不同時期增減200日圓），並能以較一般座位車不同的橫躺方式在夜間移動，因此大受歡迎。在繁忙期，指定券也常會售完。但是該房型與「個人房」的下層房間或「單人房」，「日出雙人房」同樣完全沒有行李擔架。且該型臥鋪只有準備毛毯，而沒附上枕頭。

### 共用設備

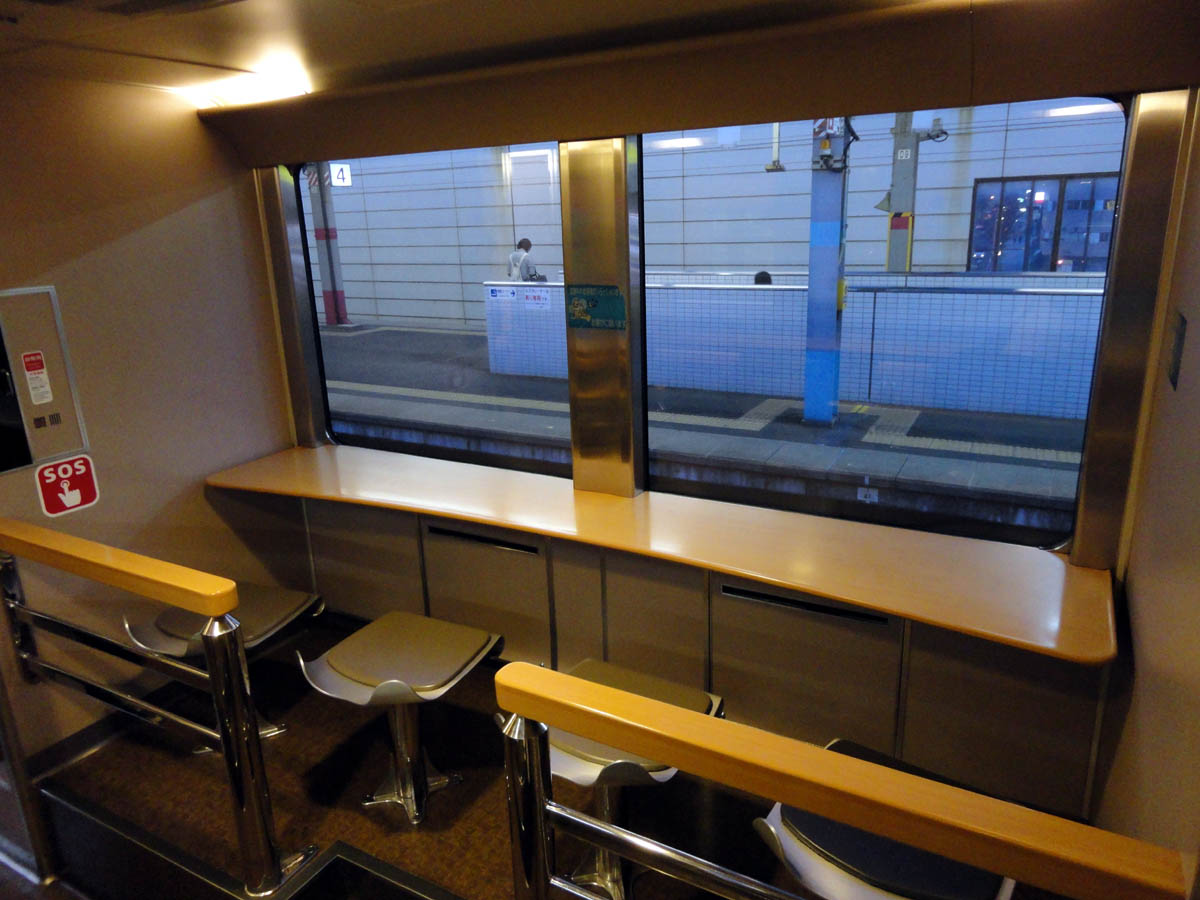
迷你休憩廳

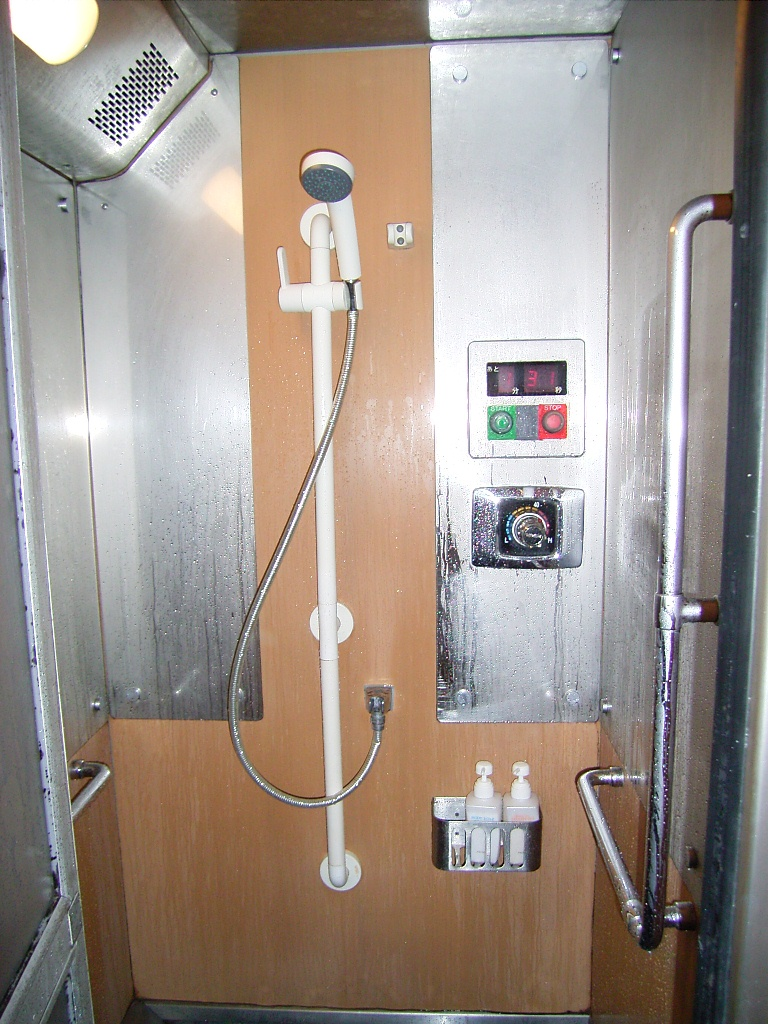
淋浴室

第3（10）號車 迷你休憩廳　（ミニサロン、Mini Saloon）
搭乘該列車的旅客不論在何時均可來此休憩，面向海側與面向山側的方向均各固定有8個座位。開往出雲市方向的列車在早上甚至有車內販賣來販售簡易早餐。
第3、4（10、11）號車 淋浴室　（シャワー室、Shower Room）
第3（10）號車有淋浴卡自動販賣機，購買淋浴卡之後，就可到第3（10）號車的淋浴室來使用（2010年3月之前需向車掌購買）。第4（11）號車的淋浴室則是專供給A寢台「豪華單人房」的房客使用（該型房客能免費使用），其他乘客即使購買淋浴卡也不能來此使用。淋浴的設備本身都是一樣的，而一次所能使用熱水的時間，最多只有6分鐘，有開關可讓使用者控制出水，時間一到熱水就會停止供應。淋浴室外有脫衣室，裝有吹風機及置衣籃。
其他設備
盥洗室 第1、2、4、6、7（8、9、11、13、14）號車
廁所 全部車輛　※第2（9）號車為殘障(輪椅)專用
自動販賣機 第3、5（10、12）號車
淋浴卡自動販賣機（原本裝設的公共電話已於2010年3月後拆除） 第3（10）號車

## 編組及車輛概要

### 編組
- I編組 7輛編組5組（共35輛）
  - I1～I3（JR西日本 0番台 3組21輛）
  - I4～I5（JR東海 3000番台 2組14輛）

| 車號 （開往出雲市站、高松站方面） | 車輛型式                     | 臥鋪型式、種類                | 臥鋪型式、種類                | 臥鋪型式、種類                              |
| 車號 （開往出雲市站、高松站方面） | 車輛型式                     | 2樓                           | 1樓                           | 車端部                                      |
| --------------------------------- | ---------------------------- | ----------------------------- | ----------------------------- | ------------------------------------------- |
| 1號車、8號車                      | KuHaNe285型 （0/3000番台）   | 單人用包廂B寝台「單人房」     | 單人用包廂B寢台「單人房」     | 單(雙)人用包廂B寢台「雙床單人房」           |
| 2號車、9號車                      | SaHaNe285型 （200/3200番台） | 單人用包廂B寢台「單人房」     | 單人用包廂B寢台「單人房」     | 單(雙)人用包廂B寢台「雙床單人房」輪椅專用房 |
| 3號車、10號車                     | MoHaNe285型 （0/3000番台）   | 單人用包廂B寢台「個人房」     | 單人用包廂B寢台「個人房」     | 淋浴室、迷你休憩廳、自動販賣機              |
| 4號車、11號車                     | SaRoHaNe285型 （0/3000番台） | 單人用包廂A寢台「豪華單人房」 | 雙人用包廂B寢台「日出雙人房」 | 「豪華單人房」專用淋浴室                    |
| 5號車、12號車                     | MoHaNe285型 （200/3200番台） | 「寬敞座席」                  | 「寬敞座席」                  | 單人用包廂B寢台「單人房」、自動販賣機       |
| 6號車、13號車                     | SaHaNe285型 （0/3000番台）   | 單人用包廂B寢台「單人房」     | 單人用包廂B寢台「單人房」     | 單(雙)人用包廂B寢台「雙床單人房」           |
| 7號車、14號車                     | KuHaNe285型 （0/3000番台）   | 單人用包廂B寢台「單人房」     | 單人用包廂B寢台「單人房」     | 單(雙)人用包廂B寢台「雙床單人房」           |

- 第3、5（10、12）號車因身為電動車的關係，車下安裝了許多相關的電機設備。也因此並未採用雙層車廂的結構，而採用一般的單層構造。由於車頂上多安裝了集電弓，因此車頂也比較低。該車廂前後的端部設置了「單人房」，而中間部分與前面B寢台包廂同樣的空間，則用以設置較簡單的「個人房」或是「寬敞座席」（5號車）。該車車頂上安裝了一組單臂式集電弓（Single Arm；），有空間預留給日後的增設工程，並於2014年的翻新工程中加裝。車頂上有搭載給再生制動所用的電阻。

## 車輛運用

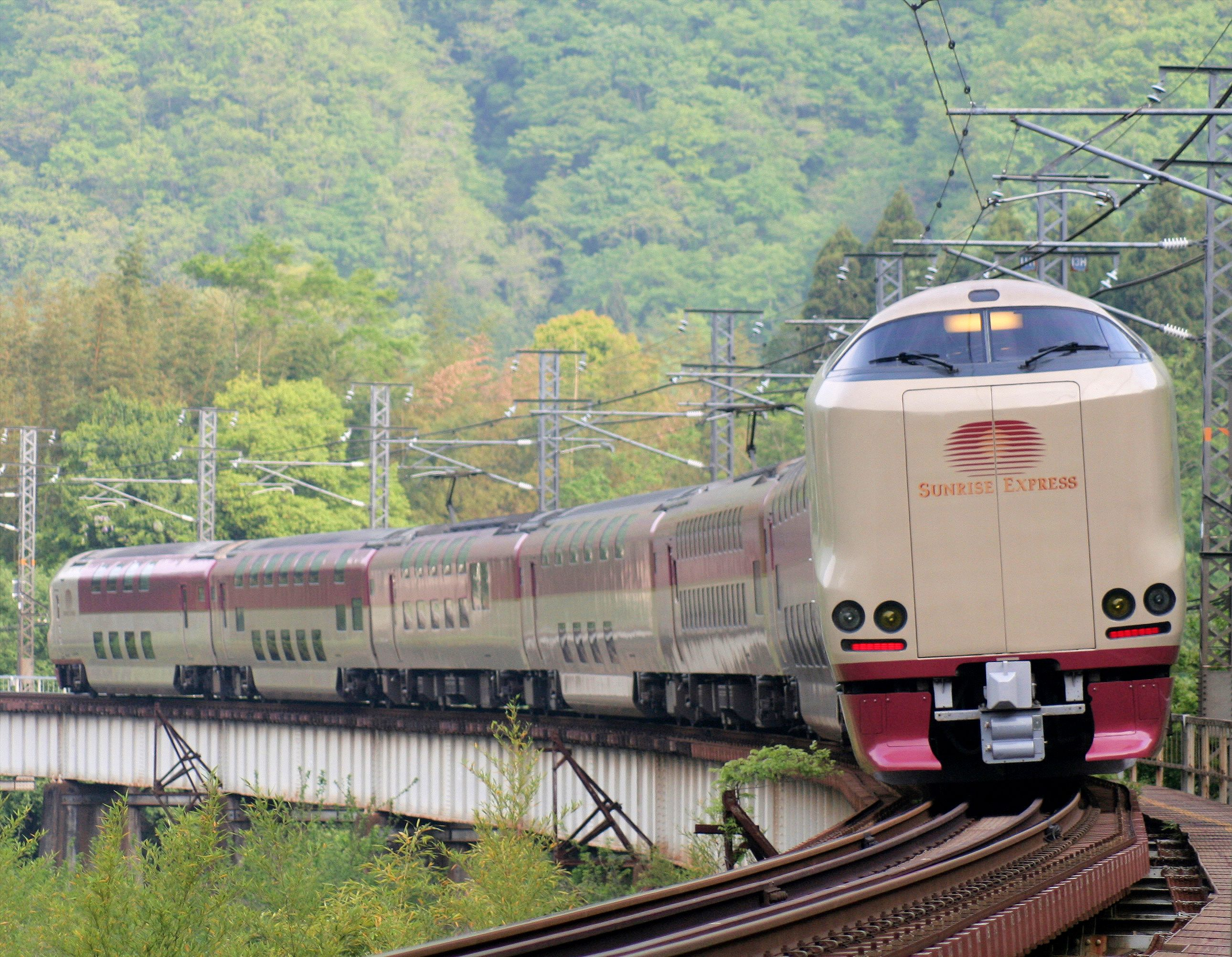
運行於伯備線的日出出雲號列車（攝於備中川面-方谷之間，2009年5月3日）

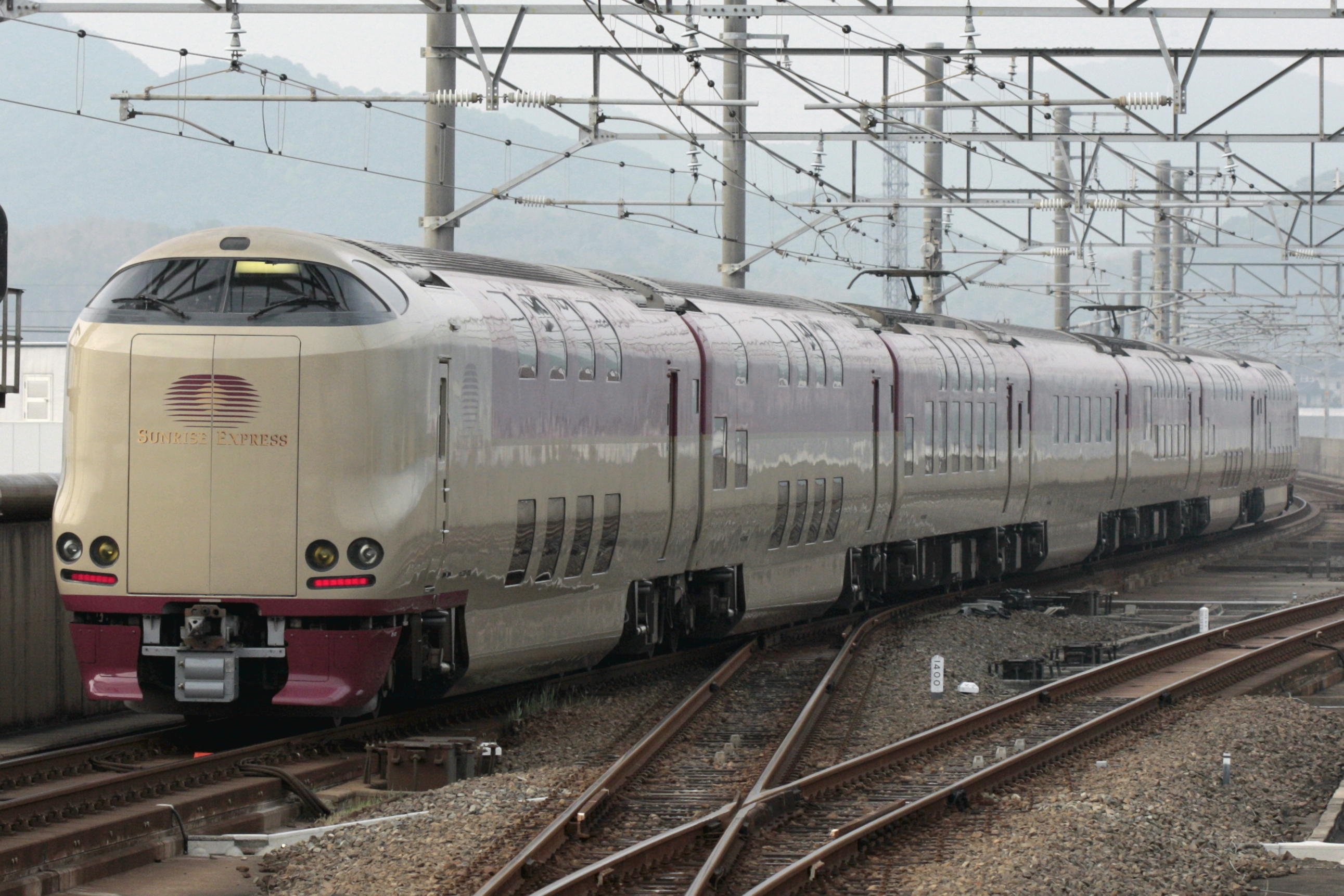
運行於本四備讚線的日出瀨戶號列車（攝於茶屋町，2009年5月3日）

0番台目前配屬於後藤總合車輛所出雲支所，3000番台則是配屬於東海鐵道事業本部大垣車輛區（海カキ）。但是，3000番台實際運用上卻是常駐在後藤總合車輛所出雲支所，實際上的車輛管理也是委託JR西日本一併管理。
2007年時，行駛於東京～高松間的「日出瀨戶號列車」（1999年至2009年多客期時會延長行駛至松山，2014年起多客期延駛至琴平）與行駛於東京～出雲市之間的「日出出雲號列車」會在東京～岡山之間一起併結運轉。到達東京的車輛，白天時會停放在東京總合車輛中心田町中心。併結運轉的區間，不管是上行或下行的列車，「日出瀨戶號列車」的編組位置都是在前方，也因此可以維持如下的循環應用：出雲市→東京→高松（松山）→東京→出雲市。當連接四國的瀨戶大橋因為強風的關係而導致日出瀨戶號列車停開時，則次日的日出出雲號列車也將因此而停開，主要就是為了避免發生該逆向編組的情況發生。另外，旅客較多的時節，預備編組也會在東京～出雲市之間「日出出雲91號/92號」以及京都～出雲市間單獨運行的「日出出雲93號」特別列車，但因預備編組只有一組，故無法上下行列車同時對開。
JR西日本、JR東海曾為了試驗，將285系電車連結電源車並以電力機車牽引通過關門隧道，進入九州的交流電化區間。只是到目前為止，並未有實際營運的直通列車開到九州。雖然如此，該車的方向指示器裡卻包含有已經停駛的藍色臥鋪列車「朝風」（あさかぜ）與富士、隼（はやぶさ）號等列車名稱與目的地。

## 註解
1. ↑  川辺謙一『寝台車の世界 （页面存档备份，存于）』交通新聞社、2017年、60-63,82-85頁。ISBN 978-4-330-75717-9。
2. ↑  “サンライズエクスプレス｣のグッドデザイン金賞受賞について （页面存档备份，存于）”. 西日本旅客鉄道 (1998年10月30日). 1999年4月27日時点のオリジナルよりアーカイブ。2022年9月9日閲覧。
3. ↑  “500系「のぞみ」「サンライズエクスプレス」 ブルネル賞奨励賞に”. 交通新聞 (交通新聞社): p. 3. (1998年9月2日)
4. ↑  「JR年表」『JR気動車客車編成表 '00年版』ジェー・アール・アール、2000年7月1日、188頁。ISBN 4-88283-121-X。
5. ↑  “新しい寝台特急電車のカラープラン決定について （页面存档备份，存于）”. 西日本旅客鉄道 (1997年12月24日). 1998年2月5日時点のオリジナルよりアーカイブ。2022年9月9日閲覧。
6. ↑  鉄道ダイヤ情報2014年4月号[页码请求]
7. ↑  . railf.jp（鉄道ニュース）. 交友社. 2016-08-15  [2016-08-15]. （原始内容存档于2020-11-24）.
8. ↑  但當列車行經隧道或遇有遮蔽物阻擋時，將無法收看到電視節目。
9. 1 2  “「走る家」おはよう大山 サンライズ出雲 （页面存档备份，存于）”. 朝日新聞デジタル (朝日新聞社). (2008年6月14日). オリジナルの2008年6月18日時点におけるアーカイブ。 2018年4月2日閲覧。
10. ↑  該費用已包含在「寢台料金」（臥鋪費用）裡。

## 外部連結
- http://www.jr-odekake.net/train/sunriseseto_izumo/index.html （页面存档备份，存于）
- ＪＲ東海車輛圖鑑 285系（JR東海官方網站）
- http://iamreck.g2.xrea.com/ec285/sekiban.html （页面存档备份，存于）